# Station Okegem
Station Okegem is een spoorwegstation langs spoorlijn 90 (Jurbeke - Aat - Denderleeuw) in Okegem, een deelgemeente van de stad Ninove in België. Het is een station zonder loketten.
Toen de spoorlijn Aalst-Geraardsbergen opende kreeg Okegem niet onmiddellijk een station mee. Het eerste voorlopige gebouwtje werd pas in 1869 opgericht. In 1895 bouwde men vervolgens het definitieve station dat nog steeds present is. Het is van het Type 1881 L3. In 1993 onthief de NMBS het gebouw van haar loketfuctie. In 2007 werd het ingrijpend gerestaureerd. Momenteel huist er een restaurant 'Dish' in het stationsgebouw.
Naast het stationsgebouw is ook de historische schuiloverkapping overeind gebleven. Deze bevindt zich op perron 2. Beiden zijn in 1997 op de monumentenlijst gezet, al is de schuiloverkapping in beduidend slechtere staat dan het station zelf. Tussen 1895 en vandaag is er weinig veranderd aan de stationsomgeving. Enkel het ontvangstgebouw van de goederenkoer is verdwenen.
De perrons van station Okegem zijn slechts ten dele verhard. Vooral perron 2 bestaat voor meer dan drie kwart uit grind. De perrons bevinden zich nog op de oude (lagere) standaardhoogte wat instappen op sommige treintypes bemoeilijkt. Er zijn 2 wachthuisjes van het oude type ("Isobelec") gelijk verspreid over beide perrons. De reizigers op het perron naar Aalst (perron 2) kunnen teven beschutting zoeken onder de historische schuiloverkapping. In 2013 zijn de perrons verhoogd en volledig verhard.
De fietsenstalling bevindt zich net naast het stationsgebouw. Er zijn voldoende plaatsen maar zowel de rekken zelf als de overkapping zijn zwaar verouderd. Als het regent lekt het dak. Pendelaars die met de wagen komen kunnen gebruikmaken van de gratis parking. Die is evenwel aan de kleine kant, maar de omliggende straten bieden in principe genoeg ruimte.

## Treindienst
| Serie       | Treinsoort          | Route                                                     | Bijzonderheden                                                        |
| ----------- | ------------------- | --------------------------------------------------------- | --------------------------------------------------------------------- |
| S 6         | GEN (NMBS)          | Zottegem – Denderleeuw – Okegem – Geraardsbergen          | Rijdt alleen op werkdagen. Tijdens de spits een rit vanaf Oudenaarde. |
| P 7970/8970 | Piekuurtrein (NMBS) | Geraardsbergen – Okegem – Denderleeuw – Gent-Sint-Pieters | Rijdt alleen op werkdagen.                                            |

## Galerij

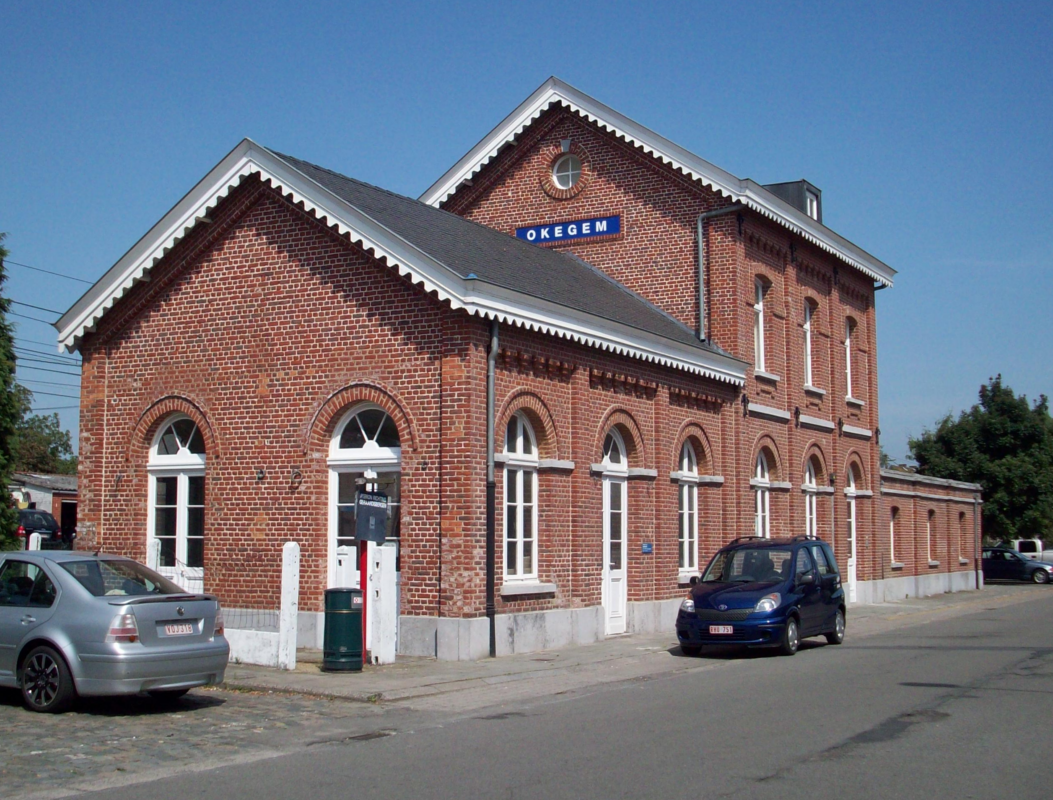
Het station in 2009
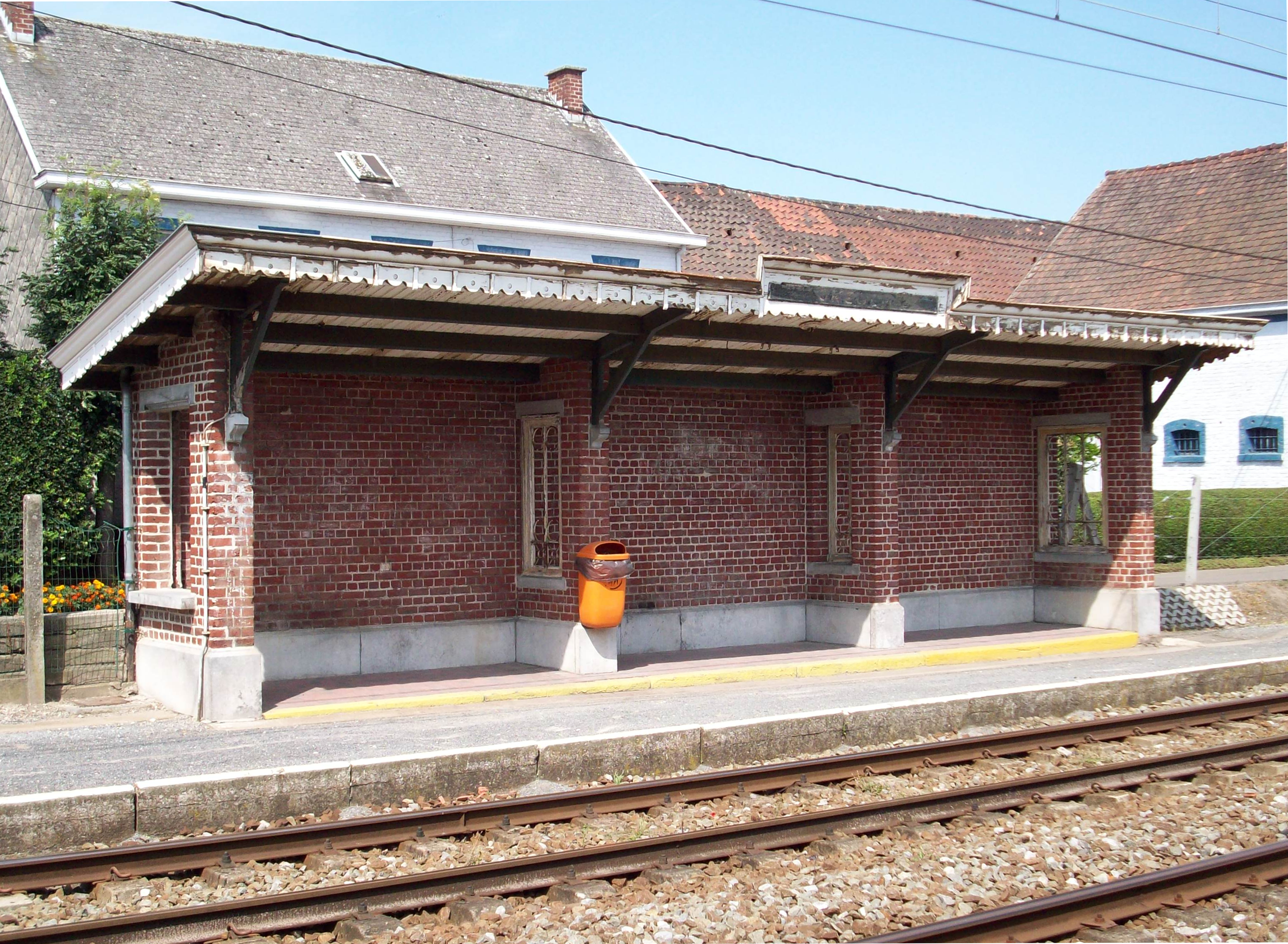
Wachtruimte op perron 2
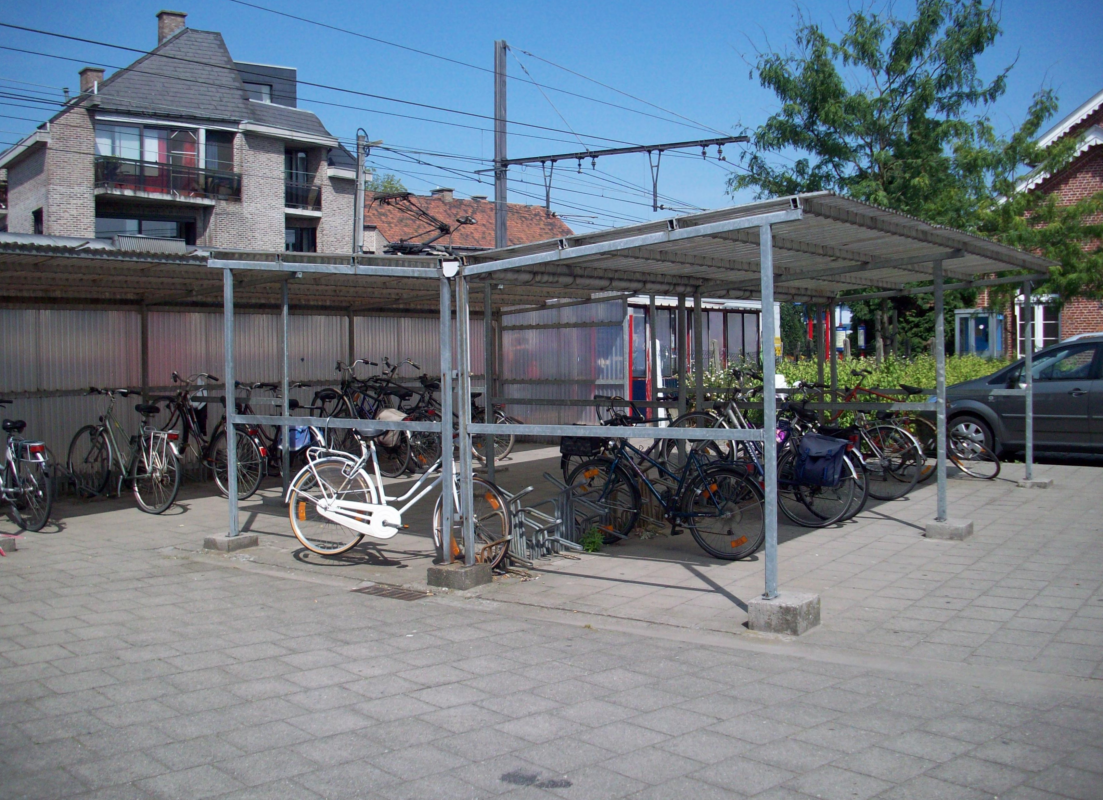
Fietsenstalling
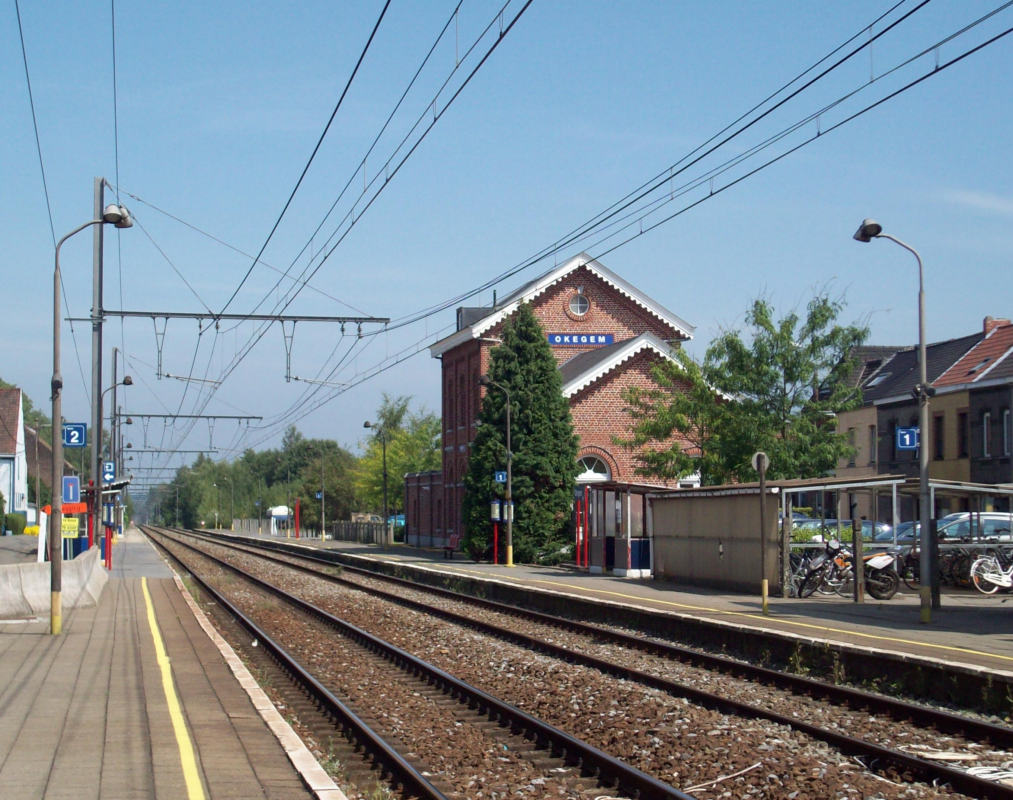
Zicht op het stationscomplex

## Reizigerstellingen
De grafiek en tabel geven het gemiddeld aantal instappende reizigers weer op een week-, zater- en zondag.
| Tabel: aantal instappende reizigers station Okegem | Tabel: aantal instappende reizigers station Okegem | Tabel: aantal instappende reizigers station Okegem | Tabel: aantal instappende reizigers station Okegem |
|                                                    | Weekdag                                            | Zaterdag                                           | Zondag                                             |
| -------------------------------------------------- | -------------------------------------------------- | -------------------------------------------------- | -------------------------------------------------- |
| 1977                                               | 612                                                | 101                                                | 60                                                 |
| 1978                                               | 525                                                | 55                                                 | 42                                                 |
| 1979                                               | 451                                                | 57                                                 | 43                                                 |
| 1980                                               | 498                                                | 65                                                 | 33                                                 |
| 1981                                               | 470                                                | 61                                                 | 80                                                 |
| 1982                                               | 521                                                | 51                                                 | 61                                                 |
| 1983                                               | 452                                                | 30                                                 | 36                                                 |
| 1984                                               | 546                                                | 66                                                 | 48                                                 |
| 1985                                               | 606                                                | 57                                                 | 73                                                 |
| 1986                                               | 418                                                | 40                                                 | 29                                                 |
| 1987                                               | 407                                                | 40                                                 | 37                                                 |
| 1988                                               | 504                                                | 40                                                 | 44                                                 |
| 1989                                               | 414                                                | 31                                                 | 30                                                 |
| 1990                                               | 428                                                | 48                                                 | 55                                                 |
| 1991                                               | 443                                                | 60                                                 | 56                                                 |
| 1992                                               | 441                                                | 66                                                 | 59                                                 |
| 1993                                               | 280                                                | 59                                                 | 39                                                 |
| 1994                                               | 271                                                | 49                                                 | 49                                                 |
| 1995                                               | 207                                                | 57                                                 | 40                                                 |
| 1996                                               | 231                                                | 63                                                 | 32                                                 |
| 1997                                               | 236                                                | 32                                                 | 35                                                 |
| 1998                                               | 287                                                | 59                                                 | 26                                                 |
| 1999                                               | 180                                                | 43                                                 | 22                                                 |
| 2000                                               | 250                                                | 63                                                 | 34                                                 |
| 2001                                               | 220                                                | 44                                                 | 32                                                 |
| 2002                                               | 230                                                | 44                                                 | 41                                                 |
| 2003                                               | 205                                                | 58                                                 | 43                                                 |
| 2004                                               | 233                                                | 56                                                 | 30                                                 |
| 2005                                               | 212                                                | 48                                                 | 38                                                 |
| 2006                                               | 218                                                | 38                                                 | 26                                                 |
| 2007                                               | 221                                                | 50                                                 | 26                                                 |
| 2008                                               | -                                                  | -                                                  | -                                                  |
| 2009                                               | 185                                                | 49                                                 | 45                                                 |
| 2010                                               | -                                                  | -                                                  | -                                                  |
| 2011                                               | -                                                  | -                                                  | -                                                  |
| 2012                                               | 180                                                | 68                                                 | 36                                                 |
| 2013                                               | 211                                                | 48                                                 | 32                                                 |
| 2014                                               | 203                                                | 15                                                 | 16                                                 |
| 2015                                               | 220                                                | 63                                                 | 35                                                 |
| 2016                                               | 218                                                | 61                                                 | 35                                                 |
| 2017                                               | 214                                                | 62                                                 | 33                                                 |
| 2018                                               | 198                                                | 58                                                 | 35                                                 |
| 2019                                               | 209                                                | 57                                                 | 48                                                 |
| 2020                                               | 162                                                | 43                                                 | 41                                                 |
| 2021                                               | -                                                  | -                                                  | -                                                  |
| 2022                                               | 347                                                | 115                                                | 160                                                |
| 2023                                               | 317                                                | 84                                                 | 72                                                 |
| 2024                                               | 326                                                | 121                                                | 67                                                 |

0,0: Denderleeuw ·
1,9: Iddergem ·
4,4: Okegem ·
7,5: Ninove ·
10,2: Eichem ·
12,1: Appelterre ·
13,4: Zandbergen ·
16,1: Idegem ·
17,8: Schendelbeke ·
21,7: Geraardsbergen ·
23,2: Overboelare ·
26,3: Acren · 
28,7: Lessen ·
29,8: Houraing ·
31,8: Papignies ·
33,5: La Cavée ·
35,4: Rebaix ·
39,9: Aat ·
42,1: Maffle ·
45,0: Mévergnies-Attre ·
46,5: Brugelette ·
48,3: Cambron-Casteau ·
52,1: Lens ·
55,6: Jurbeke ·
58,0: Erbisœul ·
66,7: Baudour ·
71,8: Saint-Ghislain